# Araeoncus sicanus
Araeoncus sicanus là một loài nhện trong họ Linyphiidae.
Loài này thuộc chi Araeoncus. Araeoncus sicanus được Paolo Marcello Brignoli miêu tả năm 1979.